# Enrico Aimi
Enrico Aimi (Modena, 10 marzo 1960) è un politico italiano. Dal 17 gennaio 2023 membro del Consiglio superiore della magistratura, è stato senatore della Repubblica nella XVIII legislatura per Forza Italia.

## Biografia
È figlio dell'aviatore Mario Aimi, pluridecorato pilota della Regia Aeronautica, che combatté in Africa e in Italia e su cui è stato realizzato il documentario intitolato Il pilota della croce di ferro, in cui lo stesso Mario narra le avventure vissute negli anni di guerra. La madre di Enrico Aimi era Vlasta Vanek, campionessa di tuffi durante il fascismo. È oltretutto nipote dell’ex calciatore Aldo Aimi.
Si laurea in Giurisprudenza e dal 1988 svolge la professione di avvocato. Esponente del Movimento Sociale Italiano, aderisce ad Alleanza Nazionale con la svolta di Fiuggi, con cui si candida alle elezioni regionali in Emilia-Romagna del 1995, nella mozione di Gianfranco Morra, ricevendo 3.821 preferenze nella circoscrizione di Modena ma non risultando eletto in consiglio regionale dell'Emilia-Romagna.  
Alle regionali in emiliane-romagnole del 2000 viene eletto consigliere nelle liste di Alleanza Nazionale, ottenendo 7.754 preferenze personali per la provincia di Modena. 
Alle elezioni politiche del 2001 e del 2006 viene candidato nelle liste di AN prima alla Camera dei deputati e poi al Senato della Repubblica per l'Emilia-Romagna, ma non è eletto in nessuna delle due occasioni, risultando rispettivamente il primo e il secondo degli esclusi. Ha analoga sorte anche la candidatura al Senato nelle liste del Popolo della Libertà alle elezioni politiche del 2008.
È rieletto consigliere regionale per AN nel 2005 con 6.851 preferenze, nel 2010 con Il Popolo della Libertà, ottenendo 9.308 preferenze personali e ricoprendo la carica di vicepresidente del consiglio regionale, e nel 2014 con Forza Italia con 2.924 preferenze. Dal 2012 al 2013 è stato Coordinatore provinciale del PdL a Modena.

### Elezione a senatore
Alle elezioni politiche del 2018 viene candidato al Senato, tra le liste di Forza Italia nel collegio plurinominale Emilia-Romagna - 02, venendo eletto questa volta senatore. Nella XVIII legislatura della Repubblica è stato componente della 3ª Commissione Affari esteri, emigrazione e della Commissione parlamentare per la semplificazione, oltreché membro supplente del Consiglio di garanzia.
Ad ottobre 2019 ricopre la carica di commissario provinciale di Forza Italia a Parma.
Nel dicembre 2019 è tra i 64 firmatari (di cui 41 di Forza Italia) per il referendum confermativo sul taglio dei parlamentari: pochi mesi prima i senatori berlusconiani avevano disertato l'aula in occasione della votazione sulla riforma costituzionale.
L'8 maggio 2021 viene nominato coordinatore regionale di Forza Italia in Emilia-Romagna al posto di Adriano Paroli.
Alle elezioni politiche anticipate del 2022 viene ricandidato al Senato nel collegio uninominale Emilia-Romagna - 02 (Modena), sostenuto dalla coalizione di centro-destra in quota Forza Italia, dove ottiene il 36,37% ed è sconfitto di misura dalla candidata del centro-sinistra Vincenza Rando (37,78%), oltreché in seconda posizione nelle liste di Forza Italia nel collegio plurinominale Emilia-Romagna - 02 , non risultando eletto.
Il 17 gennaio 2023 viene proposto da Forza Italia al Parlamento in seduta comune come componente laico del Consiglio Superiore della Magistratura (CSM), venendo eletto con 517 voti al primo scrutinio.